# Барни и Бети Хил
Барни и Бети Хил е американска съпружеска двойка, твърдяща, че е била отвлечена от извънземни същества, в нощта на 19 срещу 20 септември 1961 г. Историята за отвличането на Бети и Барни Хил е една от най-цитираните истории, свързани с отвличането на хора от същества от друга планета.

## Биография
Барни и Бети Хил живеят в американския град Портсмът (Ню Хампшър). Барни Хил (1922–1969) е работник към пощенските служби на САЩ, а Бети (1919–2004) е социален работник. Двамата пътуват с личния си автомобил край Портсмът. Според сведенията на Бети, тя забелязва някакви светлини зад автомобила си и първоначално ги смята за самолет. По техните думи обектът се установява над тях. От автомобилът се чува периодичен звуков сигнал, нехарактерен за нормалната му работа в движение. Барни спира автомобила и слиза да види обекта заедно с бинокълът си. Бети разказва по време на сеанс под хипноза, че се е озовала в някаква бяла стая. Върху съпрузите се извършвали различни биологични и физически експерименти. Няколко дни след отвличането, самата Бети сънува странни сънища, които принуждават двойката да оповести преживяната случка. Сеансите се провеждат с доктор Бенджамин Саймън.

## Документи
Барни и Бети Хил са разпитвани от психоаналитици под въздействието на хипноза. Скептиците смятат, че техният случай е плод на халюцинация. През 2015 г. са разсекретени документи, свързани с разпита на Барни и Бети.

## Култура
Филмът The UFO Incident (НЛО инцидентът) е заснет през 1975-та и отразява историята на двамата съпрузи.